# Carolin Raschdorf
Carolin Raschdorf (* 3. September 2006) ist eine deutsche Tennisspielerin.

## Karriere
Raschdorf spielt bislang vor allem nationale Ranglistenturniere und Turniere auf der ITF Women’s World Tennis Tour.
Schon 2016 trainierte sie in der Tennis-Akademie von Wilhelm Bungert mit Trainer Marc-Kevin Goellner. 2019 konnte sie bereits zwei Damenturniere gewinnen.
2020 trat Raschdorf bei den Les Petits As an. Im Dezember erhielt sie eine Wildcard für das Hauptfeld im Dameneinzel der Nationalen Deutschen Hallen-Tennismeisterschaften der Aktiven, wo sie aber in der ersten Runde mit 6:1, 5:7 und 3:6 gegen Jana Vanik verlor.
2021 wurde Raschdorf in den DTB-Nachwuchskader aufgenommen. Sie stand im Kader der Damenmannschaft der 1. Tennis-Bundesliga des TC Bredeney, mit dem sie Deutscher Mannschaftsmeister wurde. Im Dezember erhielt sie abermals eine Wildcard für das Hauptfeld im Dameneinzel der Nationalen Deutschen Hallen-Tennismeisterschaften, wo sie aber wie schon im Vorjahr bereits in der ersten Runde ausschied. Sie verlor ihr Auftaktmatch gegen Carolina Kuhl mit 1:6 und 1:6.
2022 qualifizierte sie sich im August für das Hauptfeld im Dameneinzel der Leipzig Open, wo sie in der ersten Runde gegen Lara Schmidt mit 4:6 und 6:74 verlor.
2023 zog sie im September in Santa Margherita di Pula mit Siegen über Alessandra Pezzulla, Virginia Ferrara, Lisa Pigato und Miriana Tona erstmals ins Viertelfinale eines W25-Turniers ein. Im November holte sie den Titel im Dameneinzel bei den Meisterschaften der Aktiven des Tennisbezirks Mittelrhein. Bei den Nationalen Deutschen Hallen-Tennismeisterschaften im Dezember in Biberach verlor sie in der ersten Runde mit 1:6 und 2:6 gegen die topgesetzte Noma Noha Akugue.
2024 erreichte sie im März in Antalya ihr zweites Viertelfinale bei einem ITF-Turnier im Einzel. Im Mai erhielt sie eine Wildcard für das mit 40.000 US-Dollar dotierte ITF Ladies NRW International, wo sie in der ersten Runde Joëlle Steur mit 6:75 und 2:6 unterlag.